# Alternative Press
Alternative Press (AP) és una revista d'entreteniment estatunidenca centrada principalment en la música i la cultura amb seu a Los Angeles. Va ser fundada el 1985 per Mike Shea a Cleveland.

## Història
El nom de la revista, Alternative Press, no és en si mateix una referència al gènere del rock alternatiu, sinó que es refereix al fet que el fanzín inicial era una alternativa a la premsa local. Els problemes financers van afectar AP en els seus primers anys i a finals de 1986 la publicació va cessar la seva activitat, que no es va reprendre fins a la primavera de 1988.
Amb el creixement del rock alternatiu a principis dels anys 1990, la seva distribució va començar a augmentar. Les portades notables d'AP d'aquella època inclouen músics com Red Hot Chili Peppers, Soundgarden, Beastie Boys o Henry Rollins.
A principis dels anys 2000 va canviar l'enfocament d'AP cap a la música punk rock associada amb el festival Warped Tour. En el seu 20è aniversari l'any 2005, AP havia crescut fins a una mida mitjana de 112 pàgines per número.
A la dècada de 2020, tant el contingut digital com el contingut imprès es va enfocar a destacar els artistes emergents i presentar-los al públic, amb músics com Waterparks, Rina Sawayama, Chase Atlantic o Willow Smith, entre d'altres. Al llarg del 2022, Avril Lavigne va debutar al número de març, juntament amb altres estrelles com Demi Lovato, Louis Tomlinson, Spiritbox i Arctic Monkeys.